# Josef Ebnöther

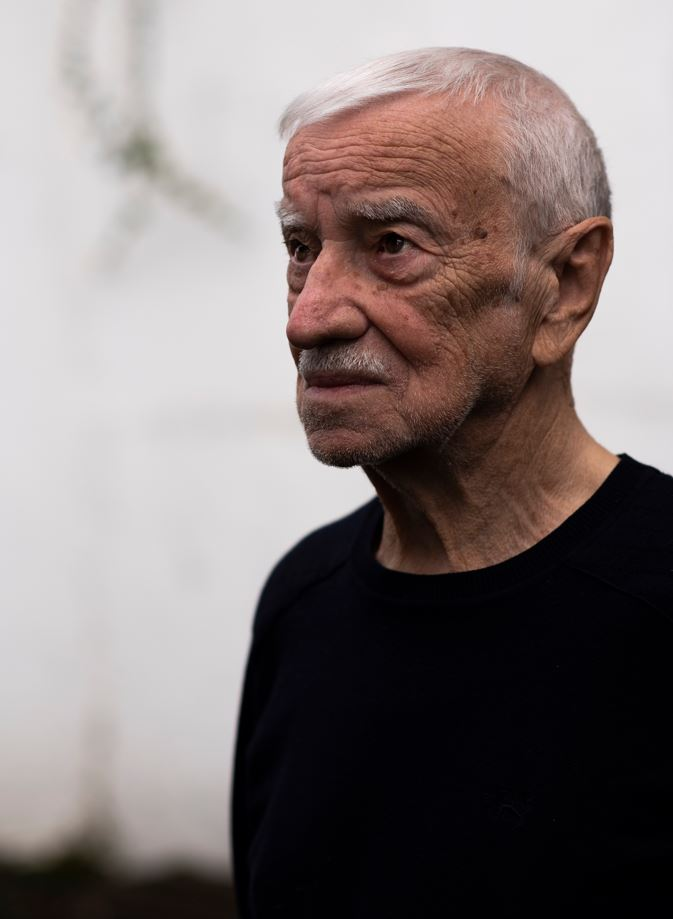
Josef Ebnöther
fotografiert von
Céline Kuster

Josef Ebnöther (* 7. Mai 1937 in Altstätten, eigentlicher Name Joseph Paul Ebnöther) ist ein Schweizer Künstler und Maler.

## Leben
Ebnöthers Bürgerort ist Oberriet im Kanton St. Gallen. Ein Abbild des Familienwappens findet sich im Staatsarchiv des Kantons. Er absolvierte von 1952 bis 1955 eine Lehre als Schriftenmaler und Maler beim Museumscustos (Kurator) und Restaurator Eugen Lutz in Altstätten. Aus dieser sowie aus seiner Gesellenzeit sind verschiedene Ornamente und Malereien an Fassaden, an Giebeln und an hölzernen Fensterläden von alten Fachwerkbauten in seiner Geburtsstadt Altstätten zu finden.
Von 1956 bis 1965 besuchte er Kurse an der Kunstgewerbeschule St. Gallen, darunter Seminare für Form und Farbe bei Jürg Schoop, Diogo Graf und Fredi Kobelt. Zwischen 1959 und 1962 unterbrach Ebnöther seine Ausbildung öfters durch Aufenthalte in Paris für Kursbesuche an der Académie de la Grande Chaumière und der École des Beaux-Arts für den figurativen Zeichenunterricht.
In Paris führte sein erster Besuch einer Kunstausstellung zu den Arbeiten von Nicolas de Staël. In einer anderen Ausstellung wurde ihm und einem seiner Studienkollegen von Marc Chagall die Hand geschüttelt, vorbei an vielen anderen Gästen. In späteren Jahren gehörten die DADA-Künstlerin Cornelia Forster sowie einer der Gründer der Erker-Presse, Franz Larese, der Bruder des Schriftstellers Dino Larese, zu seinem Freundeskreis. Franz Larese vermittelte Ebnöther den Kontakt zur lithographischen Druckwerkstatt Speicher, die in den folgenden Jahrzehnten zahlreiche Farblithographien für ihn erstellte.
Ab 1957 begann Ebnöther seine Tätigkeit als freischaffender Künstler, und ab 1969 folgte die erste wesentliche Einzelausstellung in der Galerie Ida Niggli aus St. Gallen, die seine Werke auf der 1. Art Basel ausstellte. Eine weitere frühere Förderin, die Galerie Iris Wazzau aus Davos, präsentierte seine Werke ebenfalls auf der Art Basel sowie auf internationalen Kunstmessen und brachte ihn dem weltweiten Kunstpublikum näher.
Zwischen 1956 und 1980 unternahm er zahlreiche Studienreisen innerhalb von Europa und nach Afrika. Aufgrund dieser Reisen entstanden zahlreiche gegenständliche als auch abstrahierte Bilder mit Motiven aus diesen Regionen.

Josef Ebnöther – Bilder, entstanden auf seinen Studienreisen
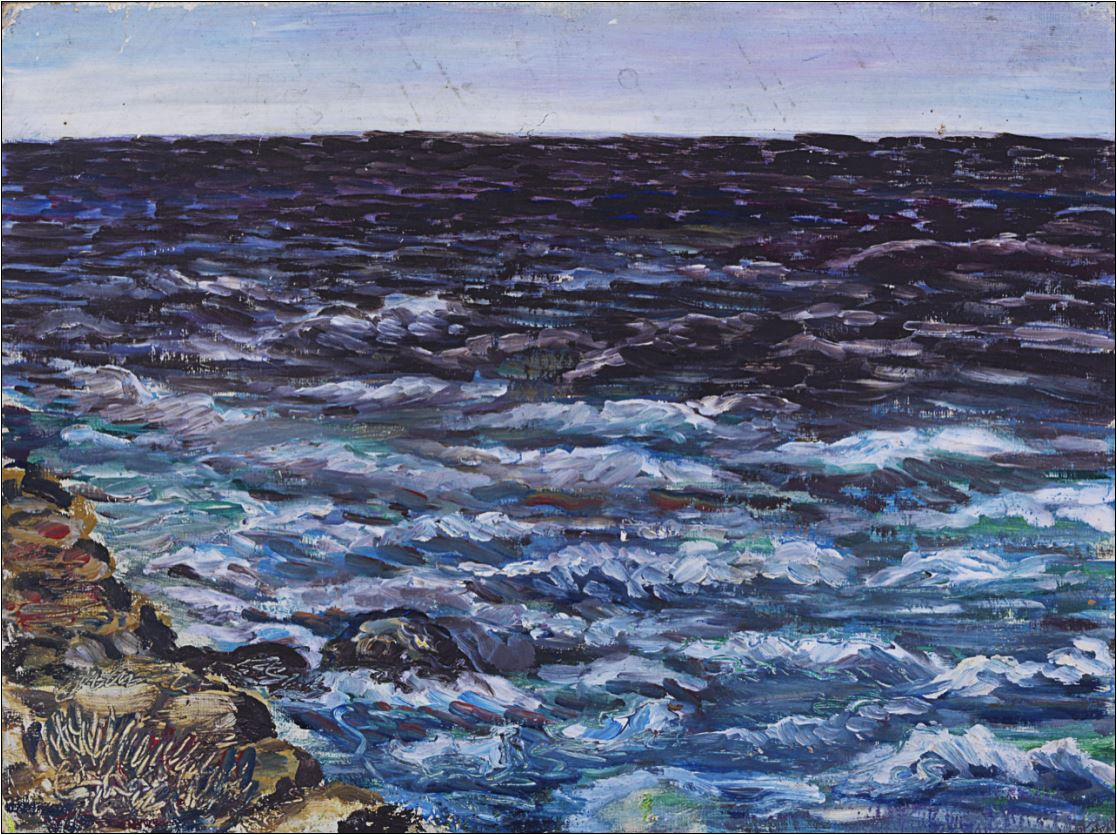
Italia, 1956
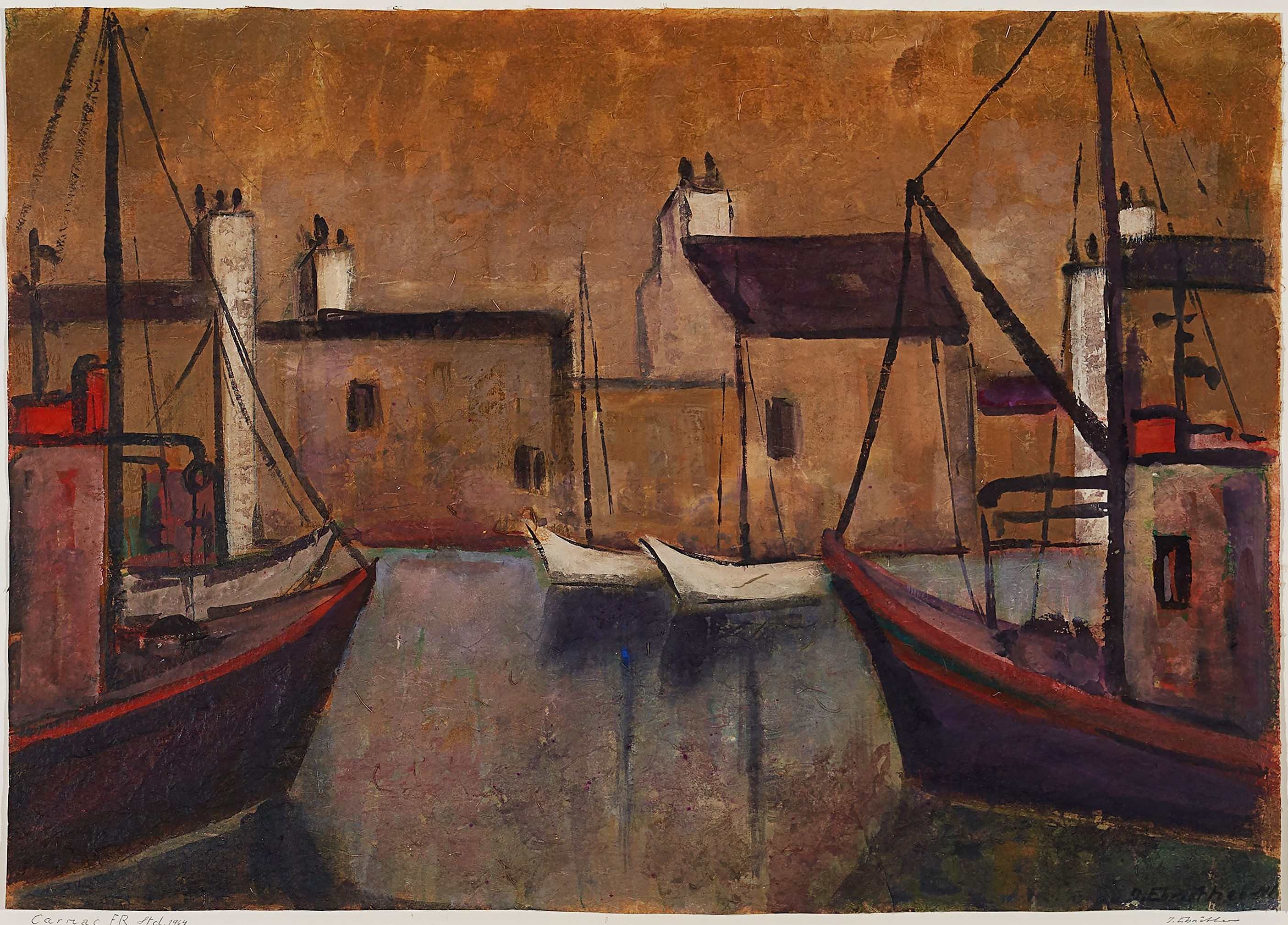
Bretagne, 1964
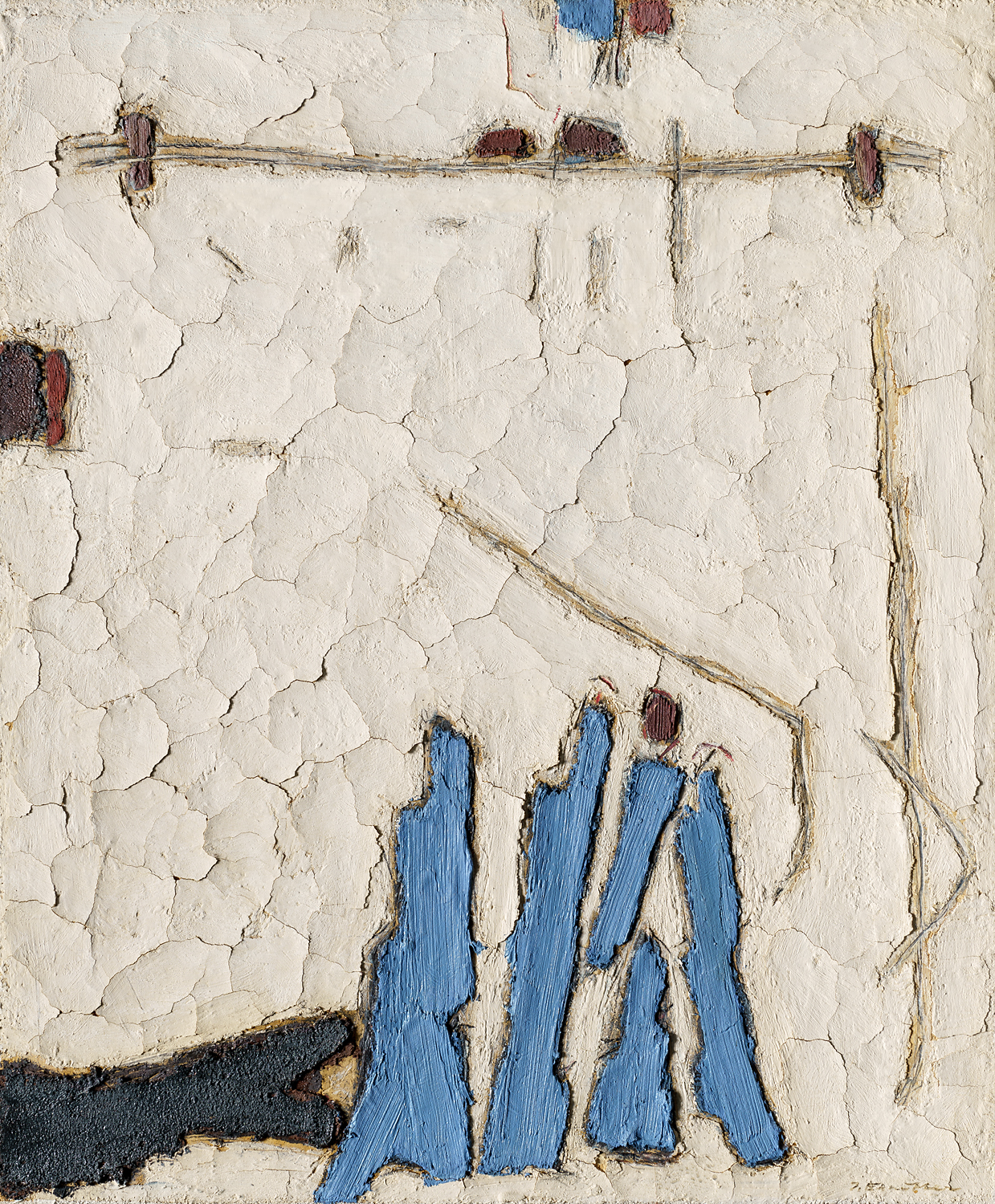
Sahara, 1968
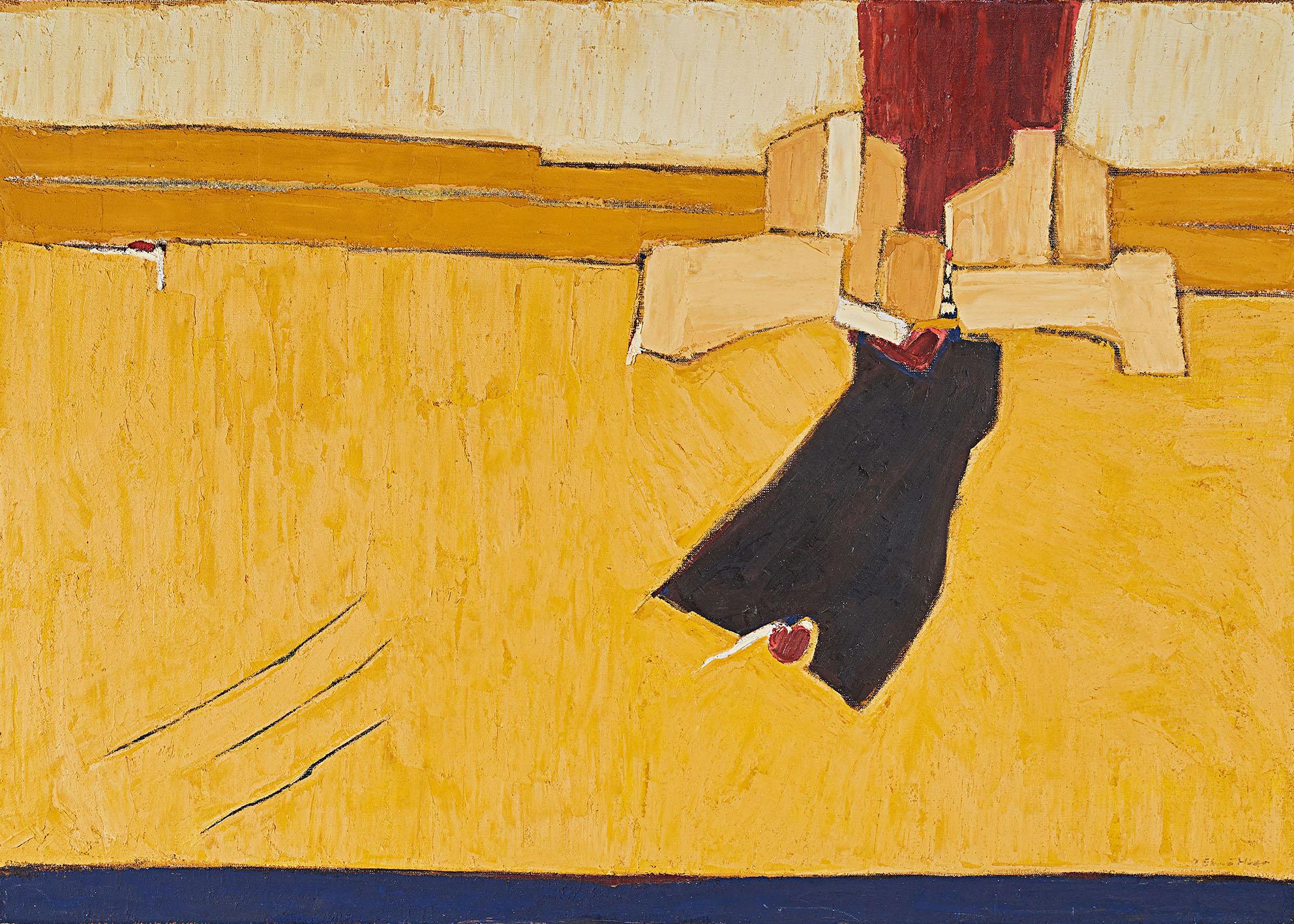
Provence, 1974
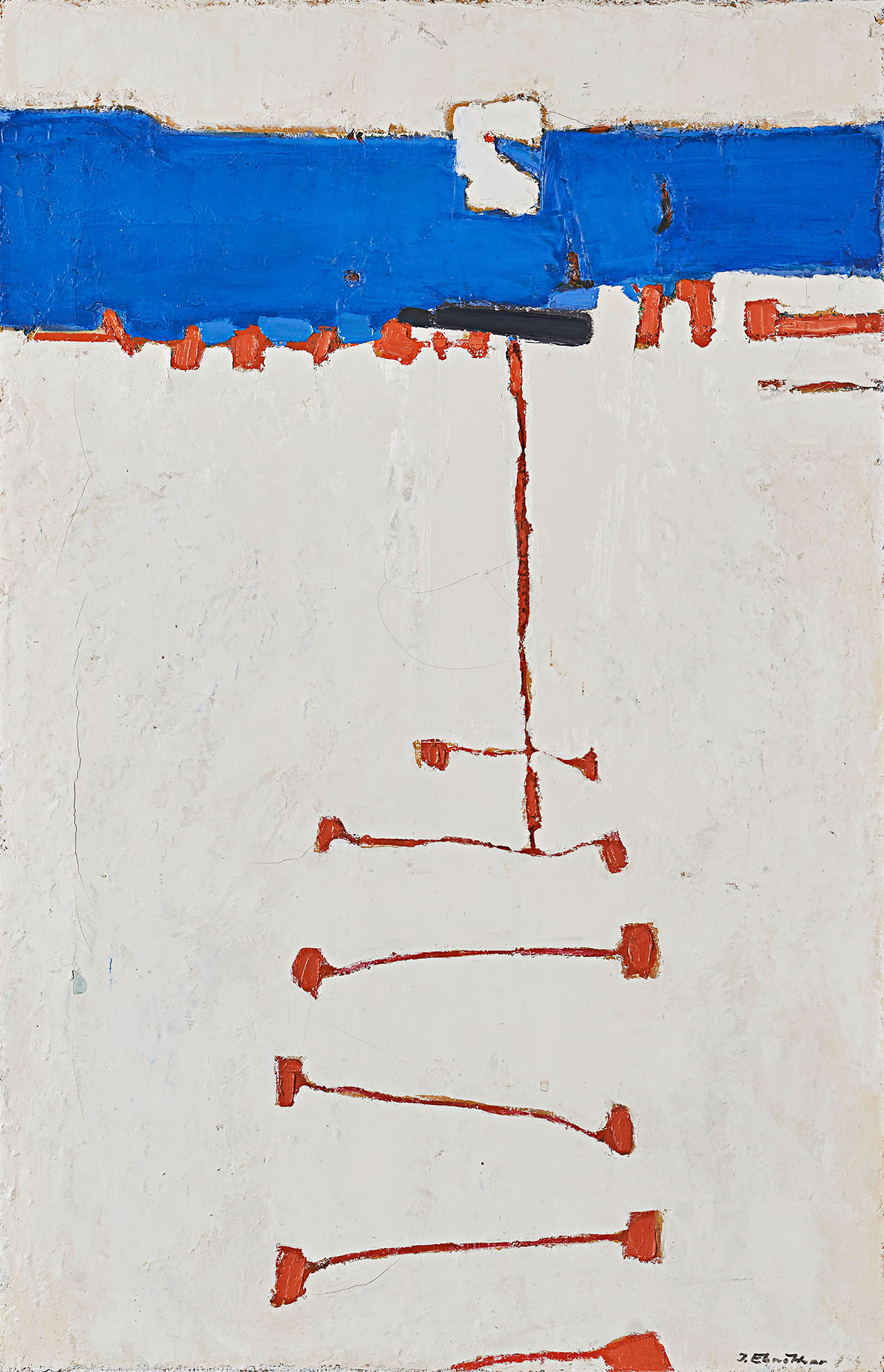
Griechenland, 1977

1979 stellte die Kantonsschule Trogen den Film Der Maler Josef Ebnöther und seine Umgebung vor, und der St. Galler Bruno Zaugg fertigte 1990 über ihn eine Dokumentation in Form eines Videos an. Weitere vier Filme über den Künstler und sein Œuvre wurden in den folgenden Jahren bis 2023 gedreht. 1992 und 1993 oblag ihm die Seminarleitung des Kunstraumes Dornbirn in Österreich. In der Südschweiz im Tessin hatte Ebnöther bis zum Jahr 2017 drei Arbeitsaufenthalte in der Villa der Fondazione Richard e Uli Seewald, einer Künstlerresidenz in Ronco sopra Ascona.

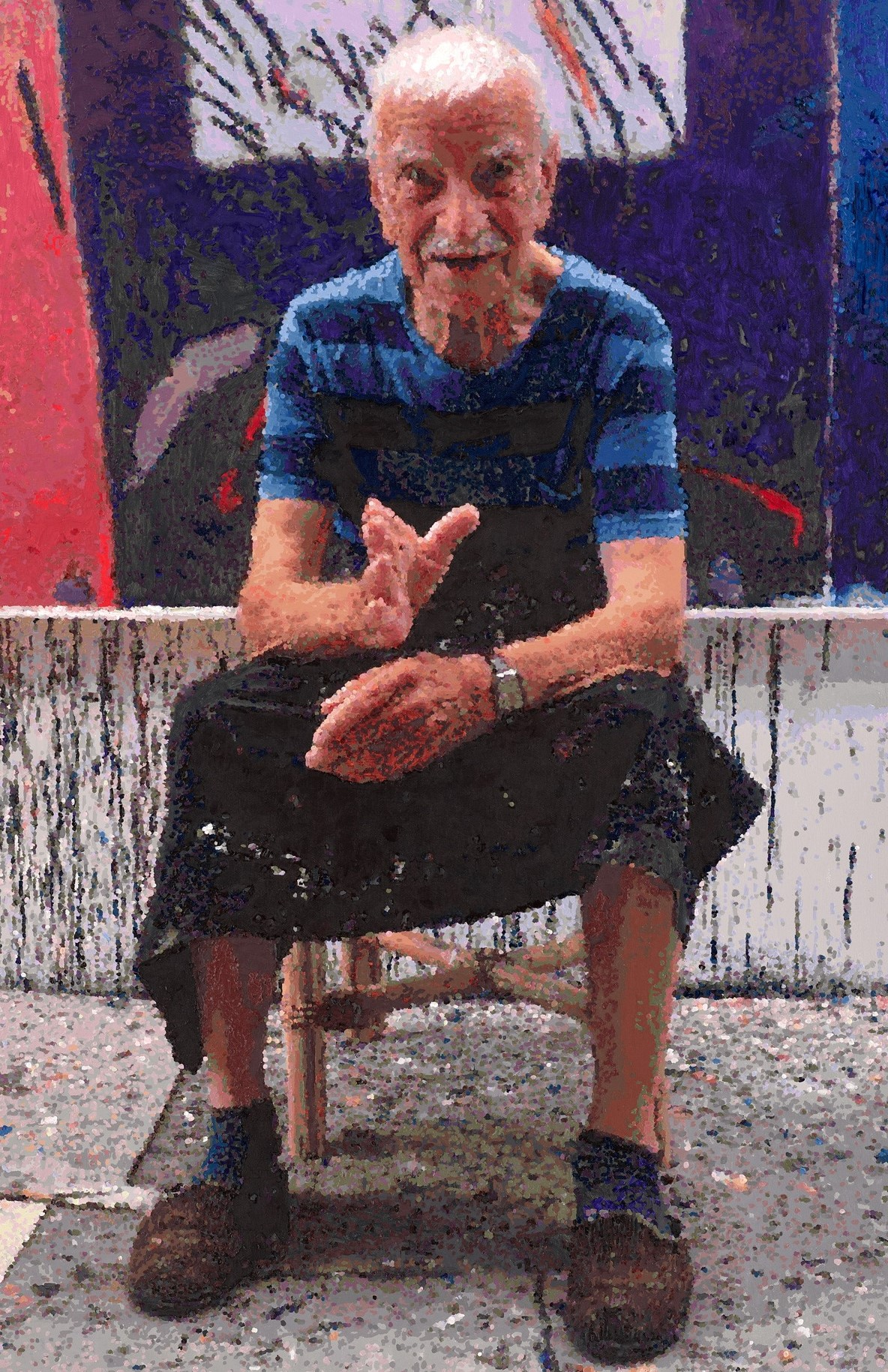
Josef Ebnöther
Porträt, gemalt von
Römer + Römer

Ebnöther stellt seine Arbeiten gerne gemeinsam mit Werken von Bildhauern wie Silvio Mattioli, Robert Schad, Herbert Albrecht oder mit Armin Göhringer aus. «Ebnöther denkt [eben] nicht nur in Farben, sondern ebenso in Licht und Architektur.» Im öffentlichen Raum realisierte er Reliefs aus Holz und Stahl. 1998 entstand eine Serie mit Mischtechnik-Arbeiten, die er auf handgeschöpften, französischen Bütten anfertigte, mit denen ebenfalls der US-amerikanische Bildhauer Richard Serra arbeitete. Als Bildhauer ist Ebnöthers gleichnamiger Sohn Josef (* 1956) künstlerisch tätig, bekannt und gerufen unter dem Namen Pli Ebnöther.
Ab 1999 arbeitet er mit der Schweizer Lyrikerin Elsbeth Maag in verschiedenen Kunstprojekten zusammen. 2006 wurden in Zürich Werke von Joseph Beuys und Josef Ebnöther in einer gemeinsamen Ausstellung gezeigt. Für die Fasnacht seiner Geburtsstadt entwarf der Künstler 2019 die Jubiläumsplakette für die Röllelibutzen.
Ebnöther lebt und arbeitet in Altstätten, hoch oben im Ortsteil Lüchingen, mit Blick über das St. Galler Rheintal. Das Haus wurde ins Ortsbildinventar aufgenommen, und den Hanggarten stattete er mit zahlreichen Skulpturen internationaler Bildhauer aus.

## Werk

### Anfänge
Bei Ebnöthers erstem öffentlich bekannten Ölgemälde Italia, das er 1956 mit 19 Jahren malte, sprach der Museumsdirektor Roland Scotti von einer «Inkunabel». Bei dieser Strandszene sei alles da, «[...] was den Künstler die nächsten, nun fast fünfzig Jahre beschäftigen wird: Die Elemente Wasser, Erde, Luft, vielleicht gar das Feuer im brandigen Meer; [...].» Das Bild ist figürlich gemalt, doch erste Bildreduktionen sind bemerkbar. Der Museumsdirektor Dieter Ronte formulierte:

«Er hat seinen Kubismus ausgeschwitzt; seine Dekonstruktivismen verpackt, seinen Jackson Pollack, als Gott Abstraktion erfahren, um dann zu seinem selbstspezifischen Formenvokabular zu finden. [...] es waren Überwindungen nötig. Stolpersteine wie [...], Ferdinand Hodler, [...], Nicolas de Staël [...] oder Clifford Still mussten übersprungen werden.»

In dieser Lebensphase entstanden Bilder, die Anklänge an die Farbfeldmalerei zeigen, wie Komposition, 1964, Öl auf Leinwand. Er orientierte sich anfangs an den Werken von Mark Rothko, Amedeo Modigliani und Nicolas de Staël.

Rheintal – Der künstlerische Weg von Josef Ebnöther zur abstrakten Malerei
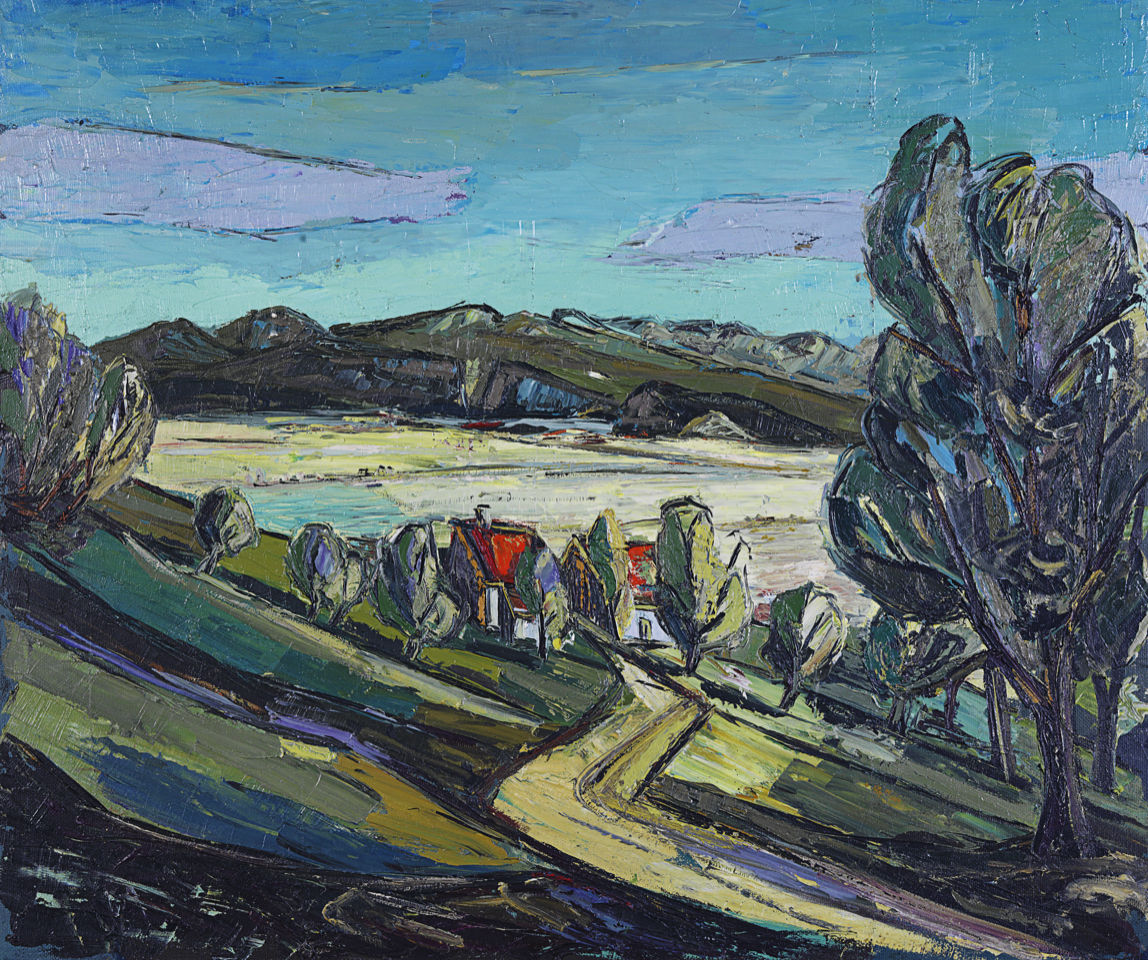
Rheintal, 1957
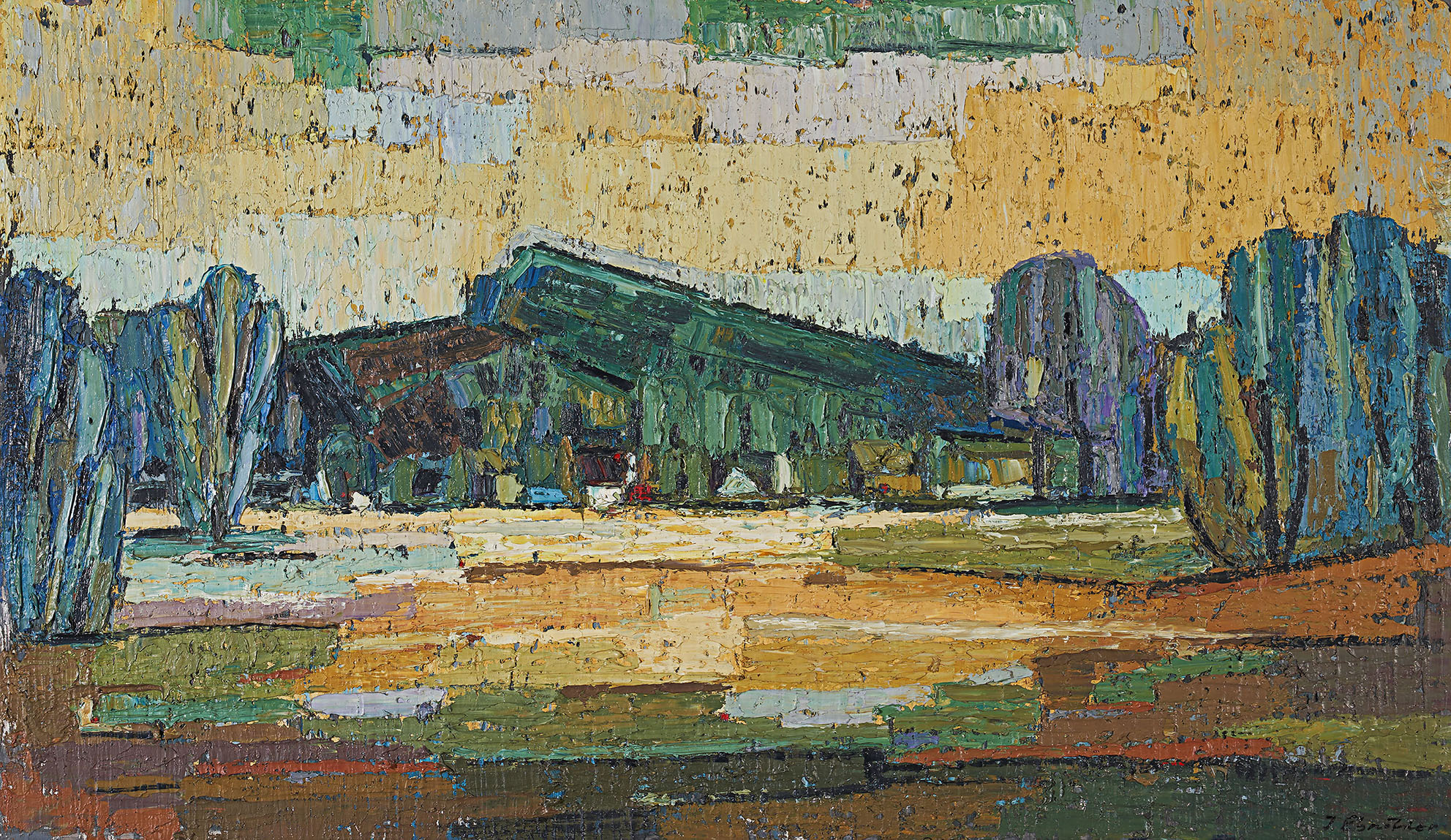
Rheintal, 1963
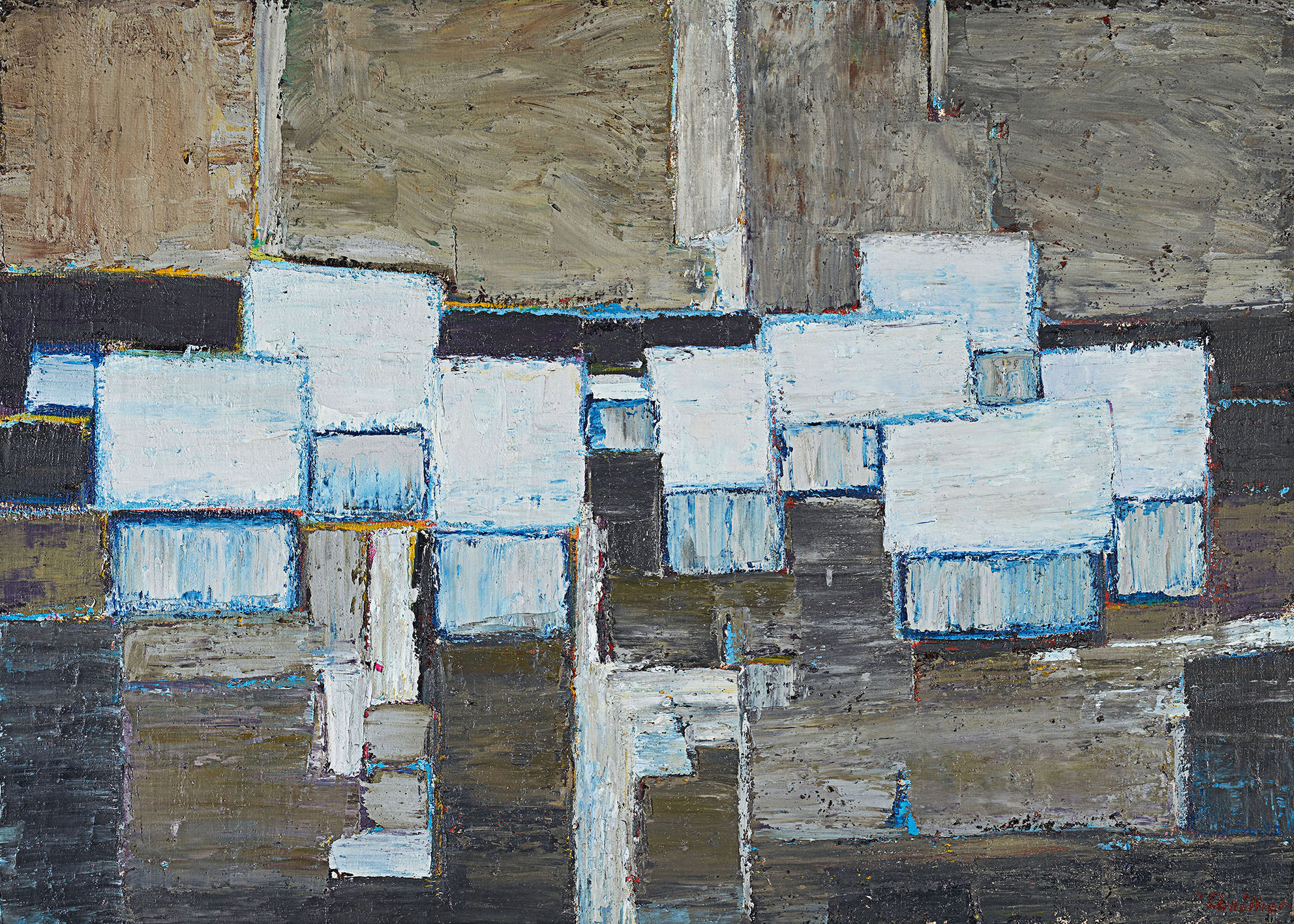
Rheintal, 1968
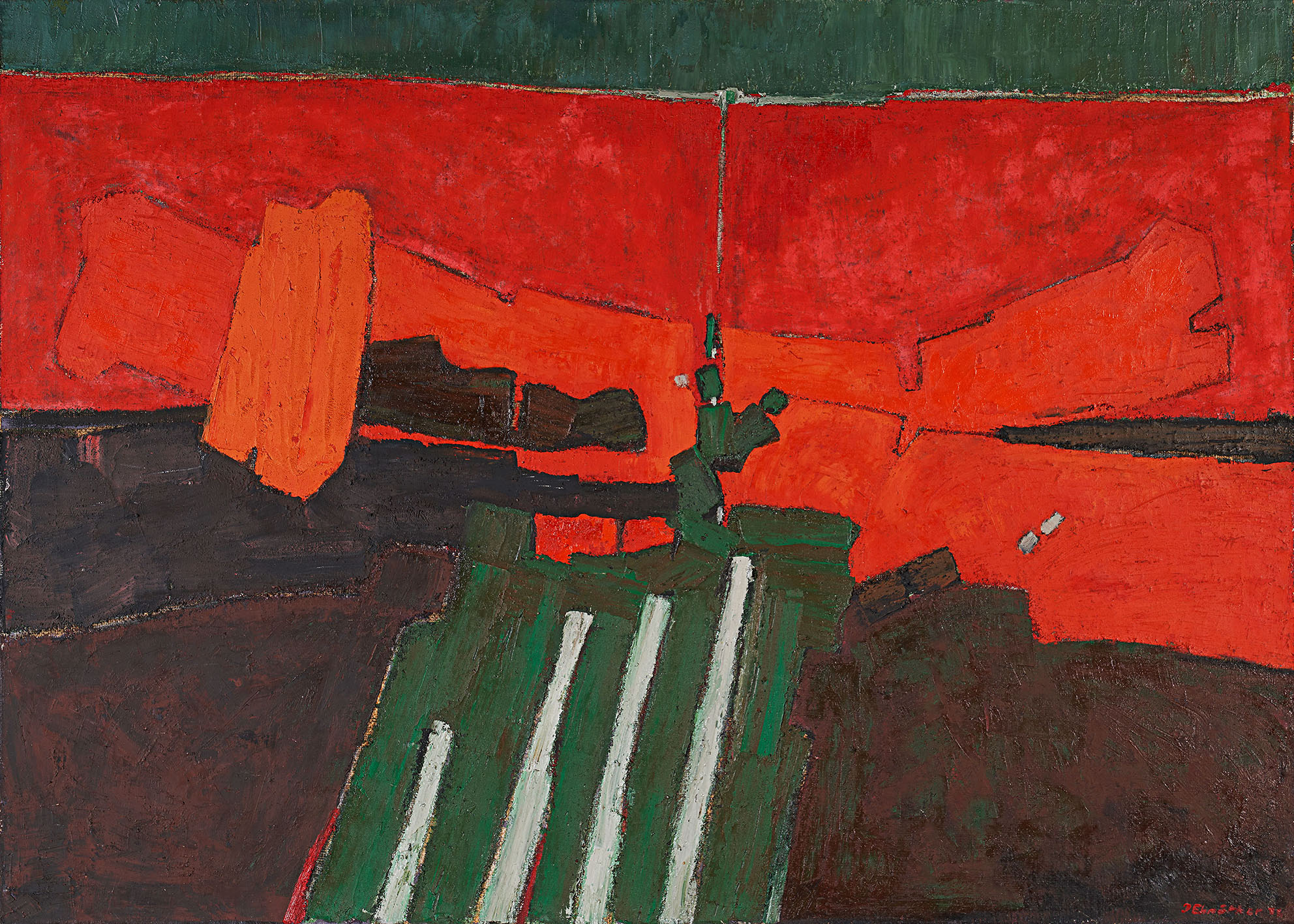
Rheintal, 1976

### Frühwerk und Beginn der Abstraktion
Ungefähr ab 1965 wurden seine Bilder stärker «formal reduziert und zu farbintensiven Flächen abstrahiert.» Im Frühwerk sowie später malte er des Öfteren seine Ölgemälde auf Jute und mischte Sand in seine Farben. Er arbeitete häufig mit Malspachteln, Malmessern und Rakeln. Außerdem entstanden erste Farblithographien und Gouachen.
Nach der Errichtung seines Hauses 1971 inspirierte ihn die Aussicht über die sich öffnende Talung des Rheins. Es entstanden dazu zahlreiche Bilder mit dem Titel Rheintal, zum Teil mit dem Hinweis auf die jeweilige Jahreszeit. «Ebnöther liebt den Herbst und den beginnenden Winter. Diese Zeit bedeutet ihm Ruhe und In-sich-gekehrt-Sein, die Jahreszeit hat etwas Endzeitartiges, erfüllt mit der Hoffnung auf einen Neubeginn.» Abstrahierte Werke mit den Bildtiteln Weg oder Herbst sind Bildtitel, denen man über alle Jahrzehnte immer wieder begegnet.

### Auftragsarbeiten und sakrale Bilder
Erste private Aufträge erhielt der Künstler ab 1959. Seit 1967 bekommt er auch öffentliche und kirchliche Aufträge. Es handelt sich um Ölgemälde, große Holz- und Stahlreliefs, Mosaikbilder, Wandteppiche und um Glasfenster.

Josef Ebnöther – künstlerische Werke
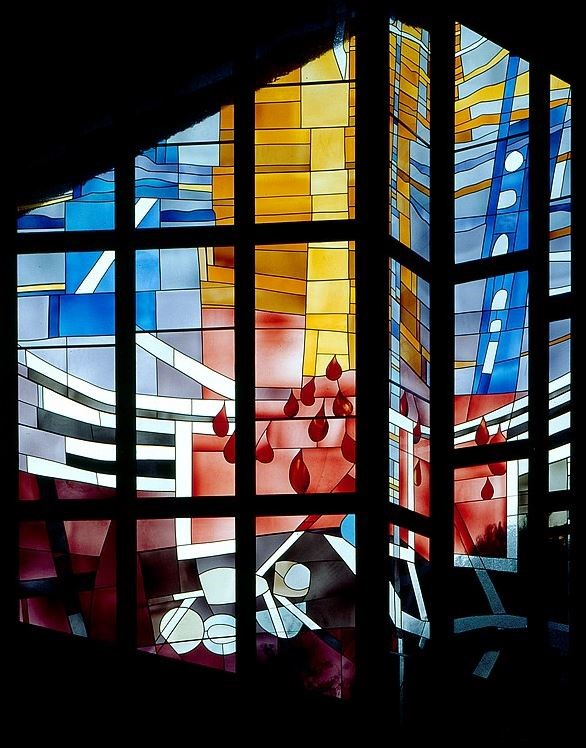
Glasfenster, 1993
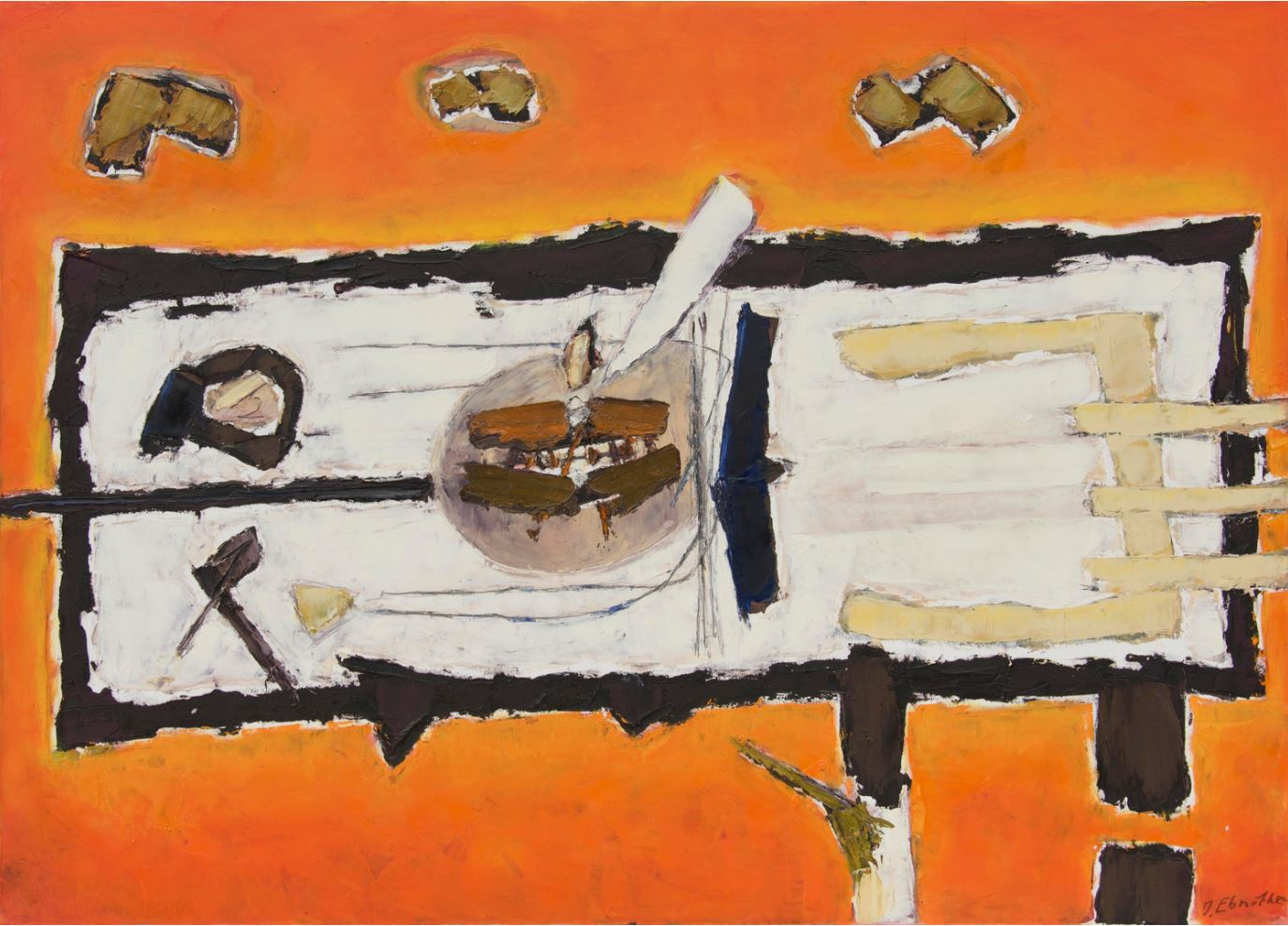
Tisch, 2012

Unter den Auftragsarbeiten waren in den Jahren 2019/20 künstlerische Arbeiten im Zusammenhang mit der Ökumenischen Bibelwoche in Deutschland. Zuvor hatte Ebnöther von 1992 bis 1993 den künstlerischen Entwurf aller Glasfenster der Kirche St. Josef in Kempen bei Düsseldorf gestaltet sowie die Umsetzung realisiert. Dabei nehmen die gesamten Glasfenster eine Fläche von 220 m² ein. Deren Herstellung übernahm die Glasmanufaktur Derix. Bei diesem Kunstprojekt lernte er den Bildhauer Ulrich Rückriem kennen und schätzen, der ihn bezüglich seiner vielen folgenden Tisch-Bilder nachhaltig beeinflusst hat. Das Tisch-Motiv als «[...] weit gespanntes Symbol von Kommunikation, Geborgenheit und Opferstätte prägt die Bilder eines ganzen Jahrzehnts (Landschafts-Tisch, 1992; Tisch, 1996). Bis heute nehmen religiöse Motive beziehungsweise deren subjektive Neuinterpretation einen wichtigen Stellenwert in Ebnöthers Werk ein (Wandgestaltung Friedhof Lüchingen, 2001; [...]).» In diesen Kontext fallen die abstrakten Karfreitag-Ölgemälde von 1985 bis heute auf, auch wenn Ebnöther keine dogmatischen Kirchenbilder malt.
In seinem Bürgerort in der katholischen Kapelle im Riet ist das Motiv Weg gleichfalls auf einem seiner Bilder zu finden: Maria Wegbegleiterin. Es handelt sich dabei um eines seiner zehn abstrakten Votivbilder, gemalt für diesen Wallfahrtsort Rietkapelle. Im Kanton Solothurn, in der evangelisch-reformierten Kirche in Dornach, tragen die von ihm gestalteten Glasfenster den Titel Der Weg zum Licht.

### Bilder mit aufgelösten Formen und gestischen Chiffren
Etwa seit Mitte der 1970er- und Anfang der 1980er-Jahre, verarbeitete Ebnöther seine Landschaftsbeobachtungen, Sinneseindrücke, Emotionen, Gedanken, Alltagssituationen, menschlichen Begegnungen und Gegenstände aus der Natur in Bildern, deren Entstehungsprozess er nicht mehr erläutern könne. Die abstrakten Bilder mit radikal aufgelösten Formen, Perspektiven, Farbkompositionen und gestischen Chiffren seien abhängig von Impulsen und Stimmungen, «die Bildaussage wandelt sich permanent – und wird auch am Ende, wenn Ebnöther letzte Farbmomente tupft, offen gehalten.»

Josef Ebnöther – Bilder mit Grattagen
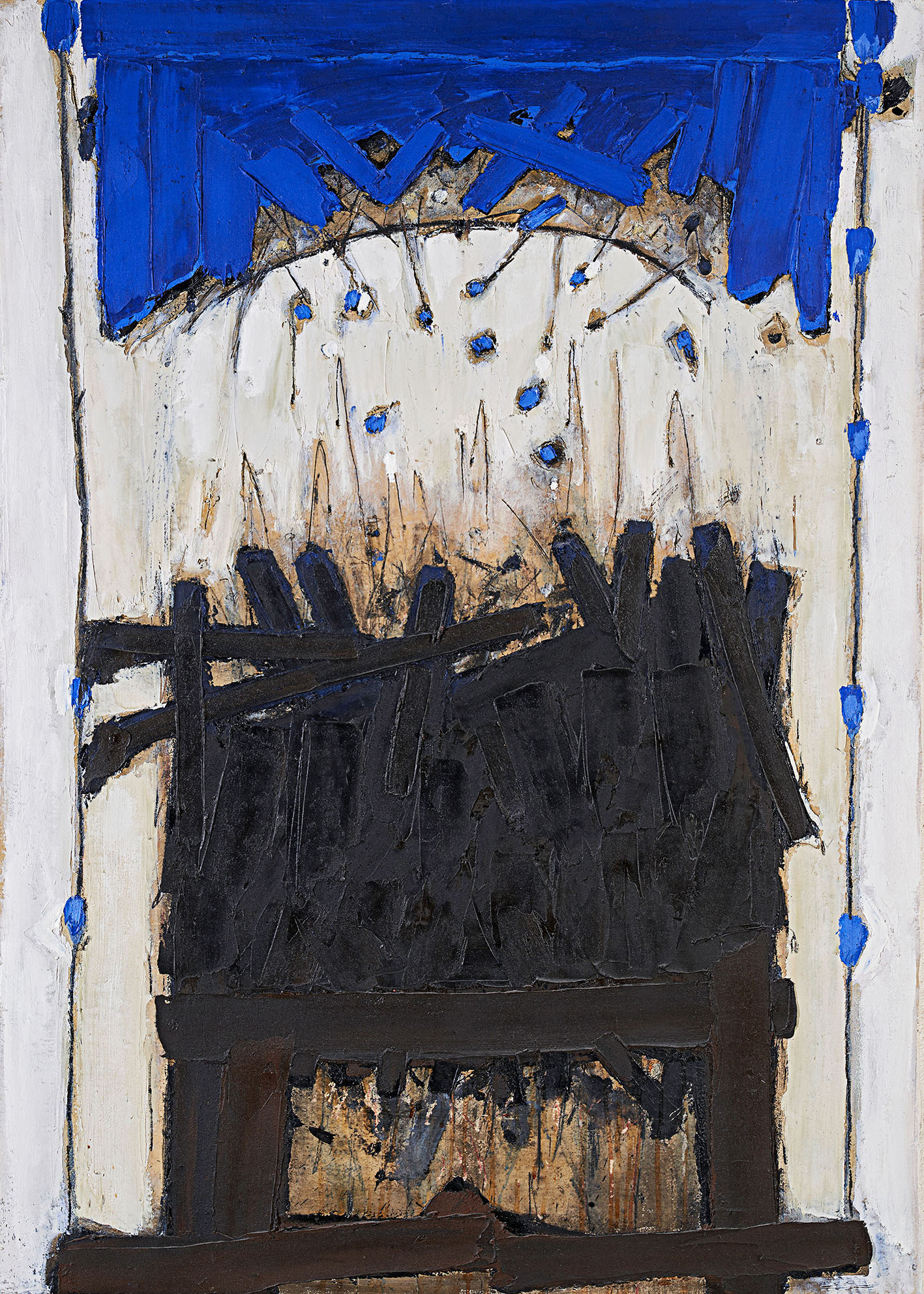
Zwei Möglichkeiten 1998
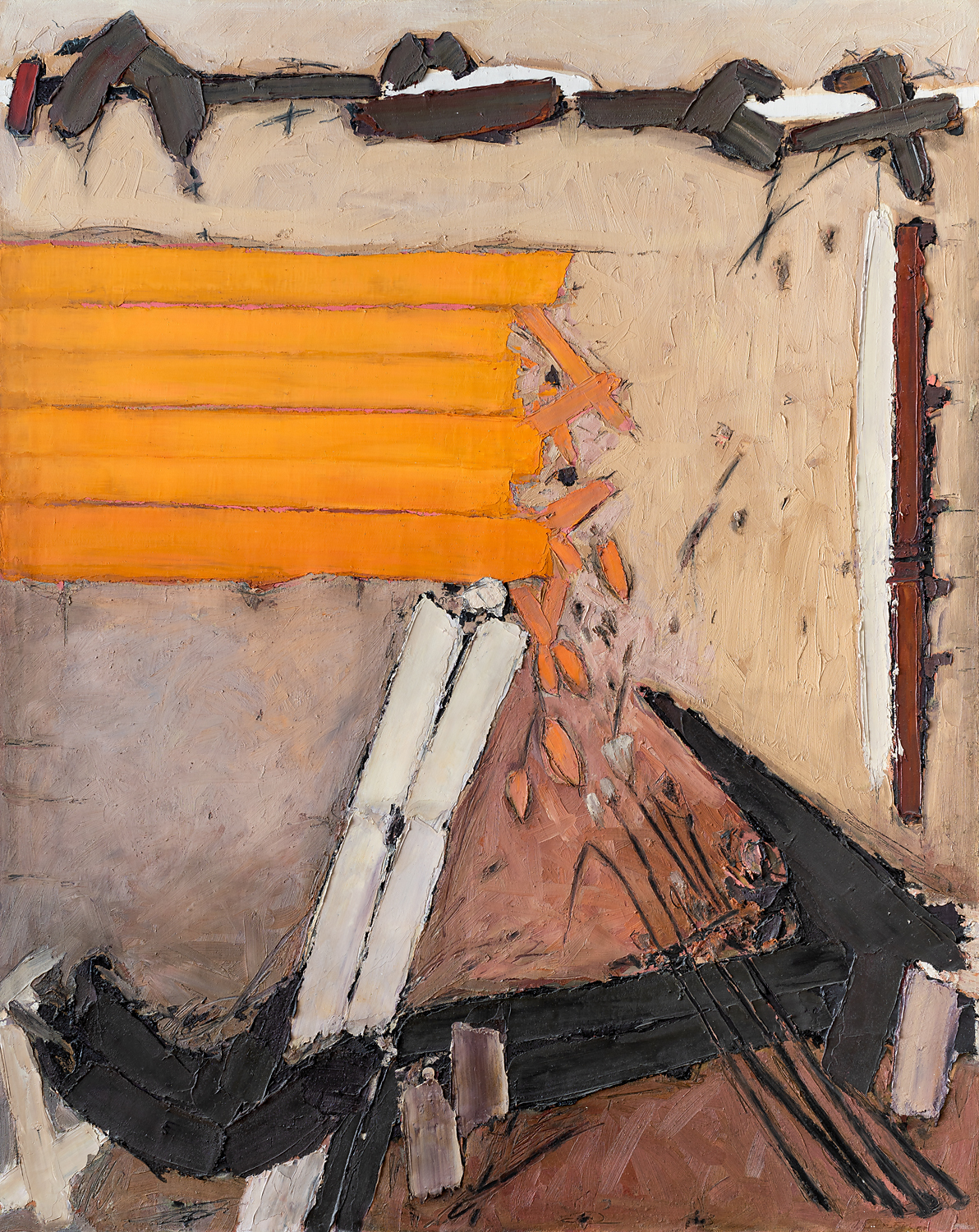
Herbst Zeit 1999
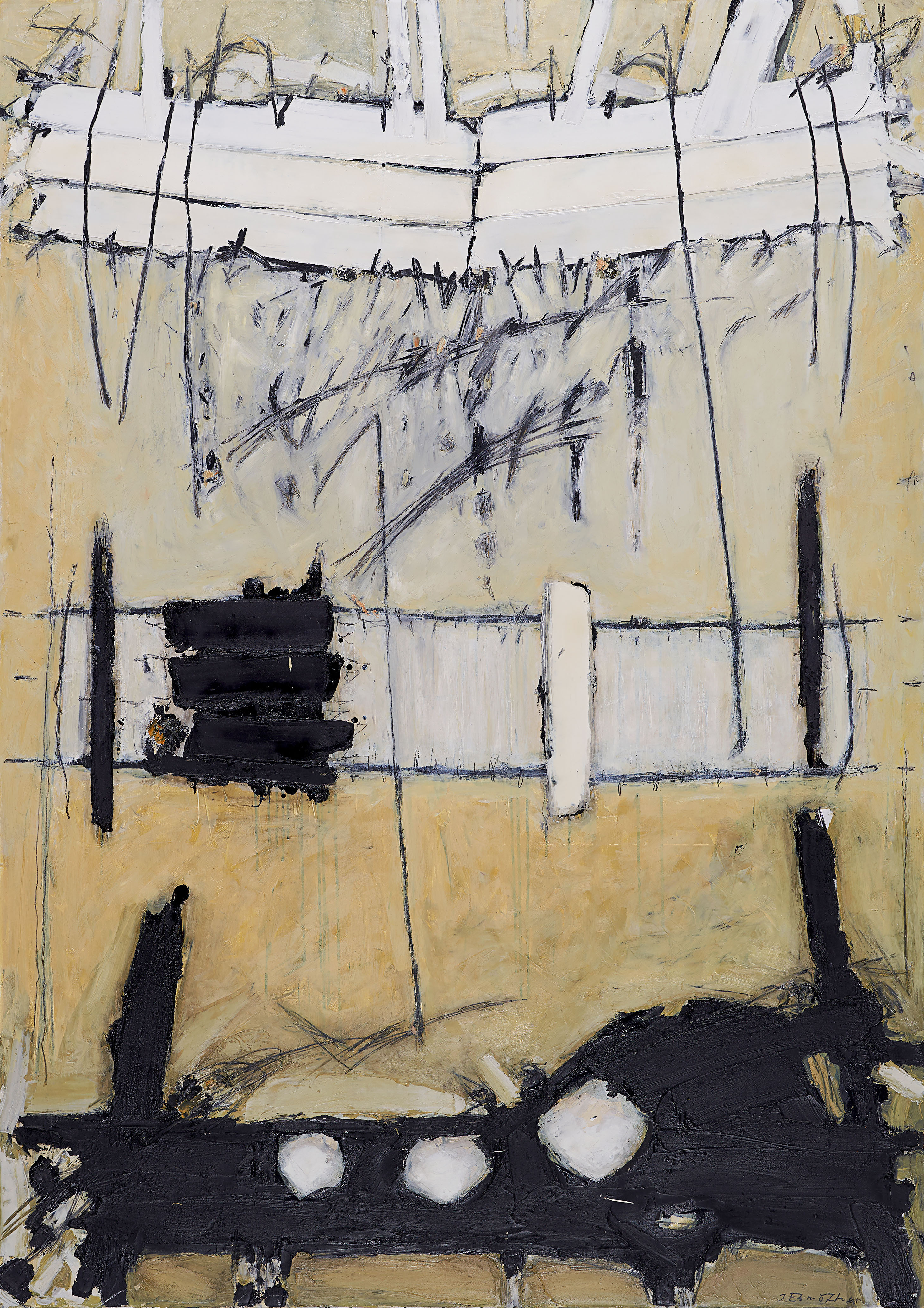
Vielleicht eine Landschaft 2001

«Seine Arbeitsweise besticht durch einen kraftvollen Duktus. Zunächst werden in vielen Farbschichten Flächen, von oft tiefer, durchscheinender Wirkung aufgebaut [...].» Dann – insbesondere gegen Ende seines Malprozesses – bearbeitet Ebnöther häufig die noch frische Farbe auf der Leinwand eines Bildes partiell mit heftigen, spontanen und unbewussten Gesten. Dazu hinterlässt er meist mit der Spitze seines Malmessers oder mit stumpfen Bleistiften auf der Leinwand reliefartige Spuren und Zeichen. Man spricht deshalb auch von einer Grattage. Er selbst bezeichnete sich wegen seiner unbewussten gestischen Malerei in Teilbereichen seiner Bilder einmal ironisch und fälschlicherweise als «Maler des Informel». Des Öfteren wird die Bildfläche durch Linien oder durch harte Farbkontraste unterteilt. Die Symbolhaftigkeit dieser Bildelemente wirken wie geheime Botschaften. Diese werden manchmal durch den jeweiligen Bildtitel angedeutet.
Die Bildtitel werden in der Regel erst im Nachhinein bestimmt und gehen häufig auf die ursprüngliche, flüchtige Bildkonzeption zurück. Er hadert mit seinen Bildtiteln, weil für ihn die Betrachter zu eigenen Gedanken kommen und sich frei fühlen sollen. «Ebnöther schafft ‹offene Kunstwerke› im Sinne Umberto Ecos, [...]»

### Spätwerk

Josef Ebnöther
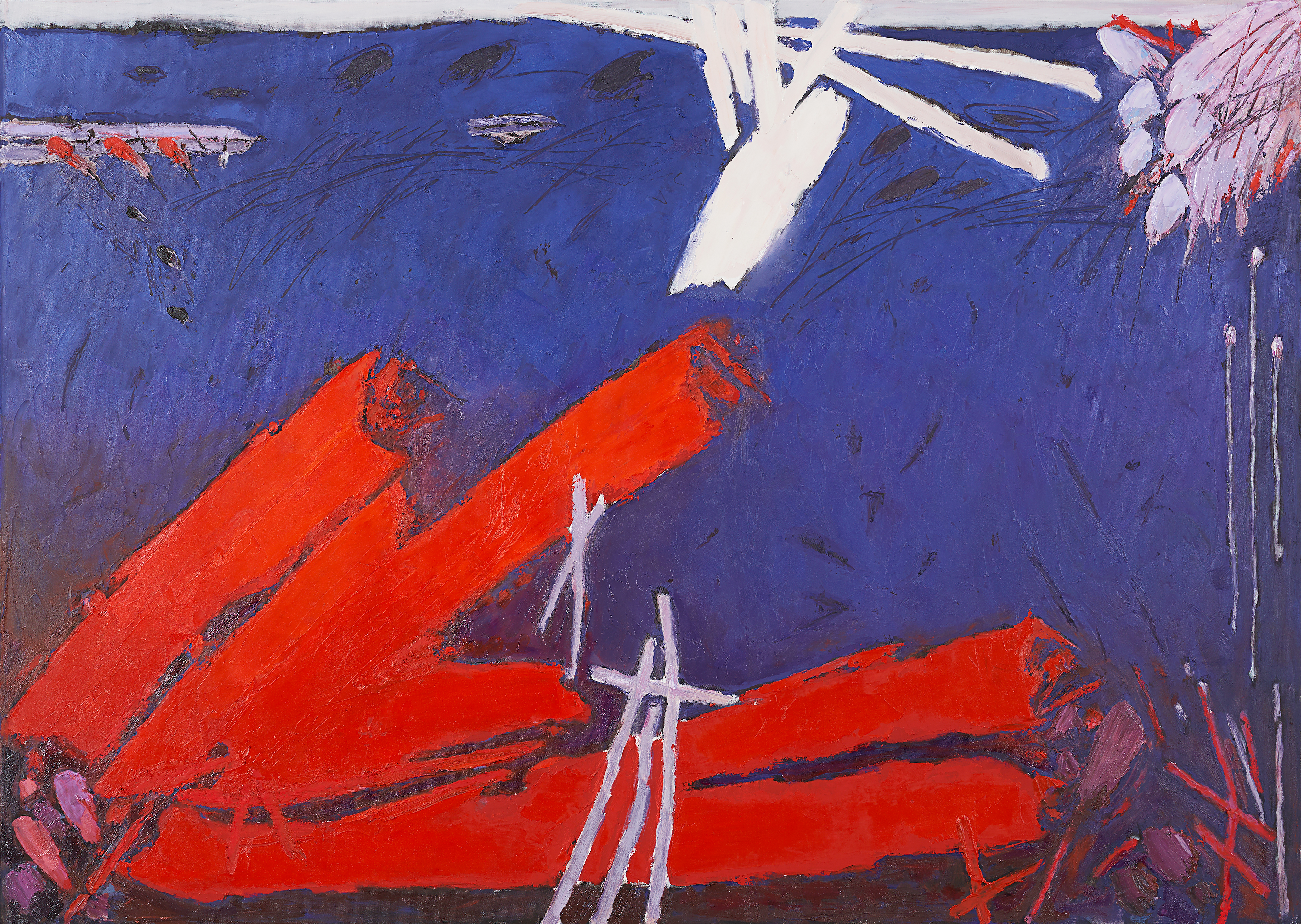
Krieg und Frieden 2022

«Die Bilder des Spätwerks verzeichnen [...] eine Aufhellung der Farben, eine Verfeinerung des Strich-Punkt-Gefüges.» Sein Spätwerk, das gut ab 2017 erkennbar wird, ist noch nicht abgeschlossen.
«Aktuell korrigiert der Künstler angelegten Bildgrund noch differenzierter und graziler ausformuliert als in früheren Jahren. [...] Wenn früher grobe, plastische Setzungen neben- und vor allem übereinander gelagerter Farbschichtungen den Arbeitsprozess bestimmten, führt Ebnöther Rakel und Spachtel bei der Bildentwicklung in jüngerer Zeit eher dynamisch tanzend über den Bildgrund. [...] Die Formen sind bei Ebnöther im Laufe der Zeit zunehmend organischer geworden und scheinen sich auf den insgesamt auch heller gewordenen Leinwänden fluide anzuordnen.»

## Rezeption über das Werk von Josef Ebnöther
Die Themen Ebnöthers könnte man so zusammenfassen: «die Gewalt des Krieges, der Schutz Marias, das Glück von Freiheit, Licht, Farbe und Liebe, die Wut über die Macht des Konsums und ein immerwährendes Abgleichen des menschlichen Seins mit der Natur.»
«Ohne epigonal zu sein, knüpft er mit seinen Bildern an die Tradition des Abstrakten Expressionismus an.» Für eine andere Publikation bauen Ebnöthers «malerische Explorationen [...] ingeniös auf Informel und Abstraktem Expressionismus auf und führen diese internationalen Stilrichtungen konsequent in eine andere individuelle Richtung weiter.», so der entsprechende Klappentext. Und in diesem Klappentext steht gleichfalls, er ist «ein anarchischer künstlerischer Antipode zur Zürcher Schule der Konkreten, welche die Schweizer Kunst mit strenger formengeometrischer Bildlogik rigoros beherrscht.» Der Leiter der Abteilung Kultur im österreichischen Bundesland Vorarlberg und ehemaliger Kurator des Kunsthauses Bregenz, Winfried Nussbaummüller, sieht bei Ebnöther Anklänge an «[…] einen poetischen, einen lyrischen Expressionismus.».
Hingegen hat sich Ebnöther immer geweigert, in eine dieser Schubladen der Kunstwissenschaft gepresst zu werden und hat sich über solche Versuche lustig gemacht. Er ist seinen eigenständigen künstlerischen Weg gegangen, hat eine eigene Position eingenommen, ohne diese lautstark zu verkünden. In den Jahrzehnten seines künstlerischen Wirkens ist er nie den Modeströmungen der Malerei hinterhergelaufen.
«Seine Malerei sucht nach dem Ursprünglichen und Elementaren und verweist auf das unbewusst Vorhandene, auf seelische Kräfte. Bei der Charakterisierung seiner Kunst drängt sich der Begriff des Mystischen auf.» Der Museumsdirektor Gert Ammann drückt es so aus: «Ebnöthers Oelbilder sind Meditationsbilder.»
Die Malerei von Josef Ebnöther «[...] überwindet Grenzen - geographische wie auch geistige.» Für ihn ist seine Malerei ein Akt der Freiheit.

## Ausstellungen (Auswahl)

### Gruppenausstellungen
- 1970: Kunstmuseum Luzern, Kiefer & Hablitzel-Stiftung, Luzern (CH)
- 1972: Internationales Museum Città Eterna, Roma (I)
- 1975: Haus der Kunst, Århus (DK)
- 1977: Galerie Schloss Arbon, zusammen mit dem Stahlplastiker Silvio Mattioli, Arbon (CH)
- 1978: Museum im Palais Liechtenstein Feldkirch (FL)
- 1979: Schweizer Alpine, Helmhaus-Museum, Zürich (CH)
- 1980: Internationale Kunstausstellung, Ascona (CH)
- 1984: Künstlerhaus Palais Thurn und Taxis, Bregenz (A)
- 1987: Ostschweizer Künstler, Kunstmuseum, St. Gallen (CH)
- 1988: Rheintaler Künstler, Ausstellungssaal Regierungsgebäude St. Gallen (CH)
- 1993: Galerie Jahnhorst, Berlin (D)
- 1994: Landesmuseum Vorarlberg, Hohenems (A)
- 1998: Galerie Michael Dunev, San Francisco (USA)
- 2001: Kunstverein Ochsenhausen, Ochsenhausen (D)
- 2003: Kunstmuseum Frauenfeld, Frauenfeld (CH)
- 2004: Städtische Galerie Palais Liechtenstein, Feldkirch (FL)
- 2005: Galerie Artothek, Oldenburg (D)
- 2006: Galerie Welti modern art, zusammen mit Werken von Joseph Beuys, Zürich (CH)
- 2015: Galerie Wilmsen, Rheineck (CH)
- 2017: Museum Ravensburg, Ravensburg (D)
- 2022: Galerie Artesol, Solothurn (CH)

### Einzelausstellungen
- 1969: Galerie Du Midi, Fribourg (CH)
- 1971, 1973: Galerie Ida Niggli, St. Gallen (CH)
- 1974: Galerie Atrium, Genève (CH)
- 1976: Galerie Schloss Greifenstein, Staad (CH)
- 1981: Galerie Elephant, Landeck (A)
- 1982: Galerie Döbele, Ravensburg (D)
- 1983: Galerie Welz, Salzburg (A)
- 1985: Neue Galerie, Wien (A)
- 1986: Michael Dunev, Fine Arts, San Francisco (USA)
- 1988: Galerie Depelmann, Langenhagen (D)
- 1989, 2007: Galerie Am Lindenplatz, Schaan (FL)
- 1990: Galerie De Lange, Emmen (NL)
- 1991: Galerie Duras, Paris (F)
- 1992: Galerie Kappler, Darmstadt (D)
- 1995: Galerie d’art actuel, Liège (B)
- 1996: Galerie Ires Wazzau, Davos (CH)
- 1997: Syrlin Kunstverein, Stuttgart (D)
- 1999: Kunstverein Kressbronn, Kressbronn (D)
- 2000: Galerie am Lindenplatz, Vaduz (FL)
- 2002: Galerie Carinthia, Klagenfurt (A)
- 2008: galleria arte moderna Ammann, Locarno (CH)
- 2009: Galerie Aphold, Basel (CH)
- 2010: Galerie Stephanie Hollenstein, Lustenau (A)
- 2011: Kunst im Museum Rohnerhaus, Lauterach (A)
- 2012: Galerie Michael Walz, Überlingen (D)
- 2013: Museum Liner, Appenzell (CH)
- 2014: Galerie Reichlin, Küssnacht am Rigi (CH)
- 2016: Galerie arthouse, Bregenz (A)
- 2018: Museum Prestegg, Altstätten (CH)
- 2019: Kirche St. Johannis, Herford (D)
- 2020: Galerie Wilmsen, Rheineck (CH)
- 2021: Galerie CMY - Yves Callet-Molin, Vevey (CH)
- 2023: Werke der Zeit, Kulturraum RhyBoot, Altstätten (CH)

## Werke in öffentlichen Einrichtungen (Auswahl)
- Wandrelief, Helvetia Versicherungen, St. Gallen (CH)
- Hoffnung, Triptychon, Hilti Art Foundation, Schaan (FL)
- Pfingstereignis, Glasfenster, St.-Josef-Kirche, Kempen (D)
- Sammlung Heinrich und Myriam Gebert, Wollerau (CH)
- Sammlung Dr. Alfred Brogyányi, Wien (A)
- Sammlung Seefeldt, Schönberg (D)
- Blaue Decke, Eingangsüberdachung des Mehrzweckgebäudes, Montlingen (CH)
- Henriettenstift, Hannover (D)
- Wandrelief, SFS Stadler Heerbrugg AG, Heerbrugg (CH)
- vorarlberg museum, Bregenz (A)
- Glasfenster und zehn Votivbilder, Rietkapelle, Oberriet (CH)
- Commerzbank AG, Göttingen (D)
- Keramikwand, Friedhof Lüchingen (CH)
- Stadtsparkasse Magdeburg, Magdeburg (D)
- Tiroler Landesmuseum Ferdinandeum, Innsbruck (A)
- Stahlgestaltung, Kantonsschule Heerbrugg (CH)
- Arbeiten in 2019 und 2020 für die Ökumenische Bibelwoche (D)
- Sprengel Museum, Hannover (D)
- Kunstmuseum St. Gallen, St. Gallen (CH)
- Kunstmuseum Appenzell, Appenzell (CH)
- Kunstmuseum Liechtenstein, Vaduz (FL)
- Der Weg, Stahlrelief, Haus VIVA, Altstätten (CH)

## Teilnahme an Kunstmessen (Auswahl)
- Art Basel (CH)
- Art Bodensee (D)
- Art Cologne (D)
- Art Frankfurt (D)
- Art Innsbruck (A)
- Art Karlsruhe (D)
- Art Nou, Barcelona (E)
- Stockholm Art Fair (S)
- Cologne Paper Art, Köln (D)
- Foire internationale d'art contemporain, Paris (F)
- Triennale, Grenchen (CH)
- IKI Düsseldorf (D)
- Internationale Kunstmesse Berlin, AMK, Berlin (D)
- Kunst Zürich (CH)
- Lineart, Gent (B)

## Ehrungen (Auswahl)
- 1965: Rheintaler Kunstpreis
- 2004: Internationales Künstlersymposium, Debrecen, Ungarn, 1. Preis der Jury
- 2005: Rheintaler Kunstpreis
- 2005: Anerkennungspreis der Arbeitsgemeinschaft Rheintal-Werdenberg
- 2016: Rheintaler Kulturstiftung, goldiga törgga

## Grafik-Editionen (Auswahl)
- Migros, Zürich (CH)
- Galerie Döbele, Dresden (D)
- Galerie Carinthia, Klagenfurt (A)
- Edition für den Kunstverein, Rorschach (CH)
- Deutsche Rückversicherung, Köln (D)
- Management Zentrum, St. Gallen (CH)
- Galerie Depelmann, Langenhagen (D)
- Litho'Art, Vence (F)
- Litho Art, Kopenhagen (DK)
- Charan Ahuja, Mumbai (IND)

## Filme und Videos über Josef Ebnöther
- Der Maler Josef Ebnöther und seine Umgebung, 1979, Kantonsschule Trogen, Trogen
- Umsetzung, 1990, Bruno Zaugg, St. Gallen
- Josef Ebnöther – Ein Künstlerportrait, 2011, Camillo Ritter, Hannover
- Ein Tag im Leben von Josef Ebnöther, 2013, René Etter, Rorschach
- Josef Ebnöther – Himmel und Erde und alles dazwischen, 2017, Videostudio2, Berneck
- Josef Ebnöther – Ein Portrait, 2023, Tim Stroeve, MachArt, Altstätten